# الملك آرثر: أسطورة السيف
الملك آرثر: أسطورة السيف (اسم أصلي: King Arthur: Legend of the Sword) هو فيلم ملحمة وفنتازيا وإثارة ومغامرة صدر سنة 2017. الفيلم من إخراج غاي ريتشي الذي شارك في كتابة الفيلم مع جوبي هارولد وليونيل ويغرام من قصة كتبها هارولد ودايفيد دوبكين، مستوحاة من أساطير الملك آرثر. الفيلم من بطولة تشارلي هونام بدور الملك آرثر وجود لو بدور الملك الطاغية فورتيجرن الذي يحاول قتله. مثل في الفيلم أيضا أستريد بيرجيس فريسبي، دجيمون هونسو، آيدن جيلن، وإريك بانا.
تم عرض الفيلم للمرة الأولى في سينما تي سي إل الصينية ‏ في 8 ماي 2017، وتم إصداره مسرحيًا في صيغ 2D و RealD 3D في 12 ماي 2017 في الولايات المتحدة وفي 19 ماي 2017 في المملكة المتحدة. حقق الفيلم 148 مليون دولارًا كإيرادات في جميع أنحاء العالم مقابل 175 مليون دولارا كميزانية إنتاج، مع انتقادات ”تحذير الجماهير للبقاء بعيدا“. في الأصل، كان من المفترض أن يكون هذا الفيلم هو الأول في سلسلة من ستة أفلام، لكن تم إلغاء الأجزاء الأخرى التي كان مخططا لها بعد أن كان أداء الفيلم ضعيفًا في شباك التذاكر وفقدت وارنر برذرز وفيلاج رود شو بيكتشرز أكثر من 150 مليون دولار.

## روابط خارجية
- الملك آرثر: أسطورة السيف على موقع IMDb (الإنجليزية)
- الملك آرثر: أسطورة السيف على موقع ميتاكريتيك (الإنجليزية)
- الملك آرثر: أسطورة السيف على موقع روتن توميتوز (الإنجليزية)
- الملك آرثر: أسطورة السيف على موقع نتفليكس (الإنجليزية)
- الملك آرثر: أسطورة السيف على موقع قاعدة بيانات الأفلام العربية
- الملك آرثر: أسطورة السيف على موقع ألو سيني (الفرنسية)
- الملك آرثر: أسطورة السيف على موقع أول موفي (الإنجليزية)
- الملك آرثر: أسطورة السيف على موقع بوكس أوفيس موجو (الإنجليزية)
- الملك آرثر: أسطورة السيف على موقع فيلمافينيتي (الإسبانية)
- الملك آرثر: أسطورة السيف على موقع قاعدة بيانات الفيلم (الإنجليزية)